# Talisia parviflora
Talisia parviflora är en kinesträdsväxtart som beskrevs av Acev.-rodr.. Talisia parviflora ingår i släktet Talisia och familjen kinesträdsväxter. Inga underarter finns listade i Catalogue of Life.